# Batracomorphus duquensis
Batracomorphus duquensis är en insektsart som beskrevs av Quartau 1981. Batracomorphus duquensis ingår i släktet Batracomorphus och familjen dvärgstritar. Inga underarter finns listade i Catalogue of Life.